# 欧洲发射装置发展组织

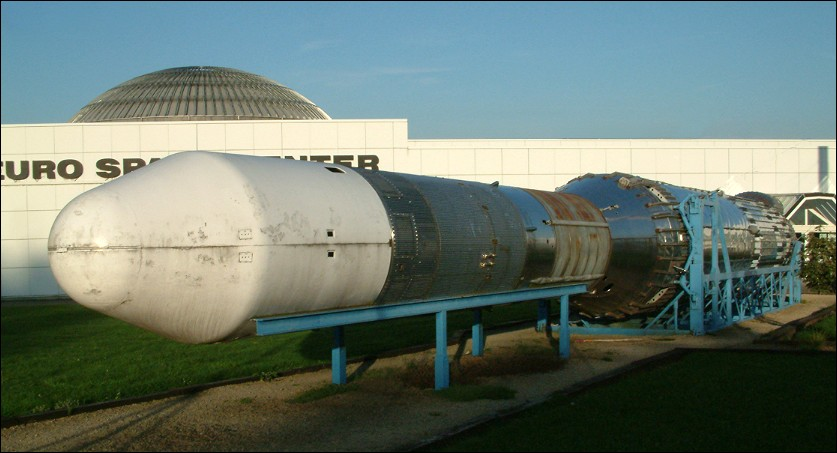
欧罗巴2号运载火箭

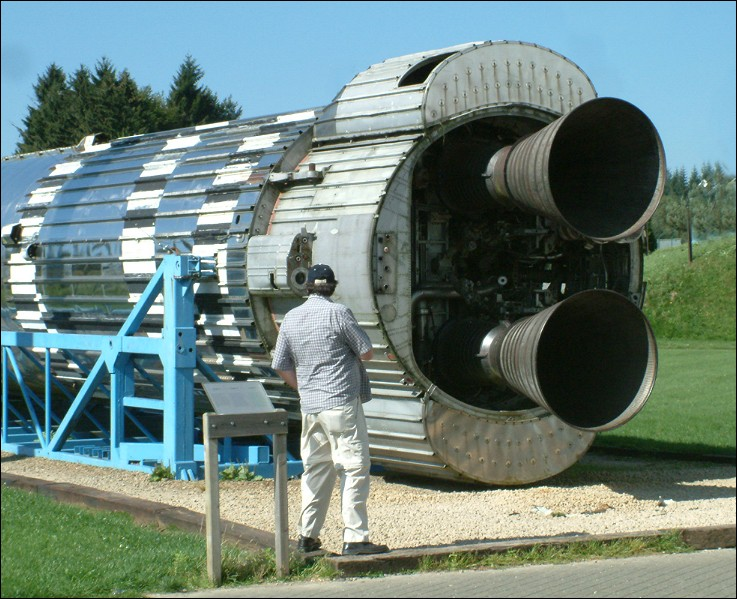
第一级罗尔斯-罗伊斯“RZ-12”段

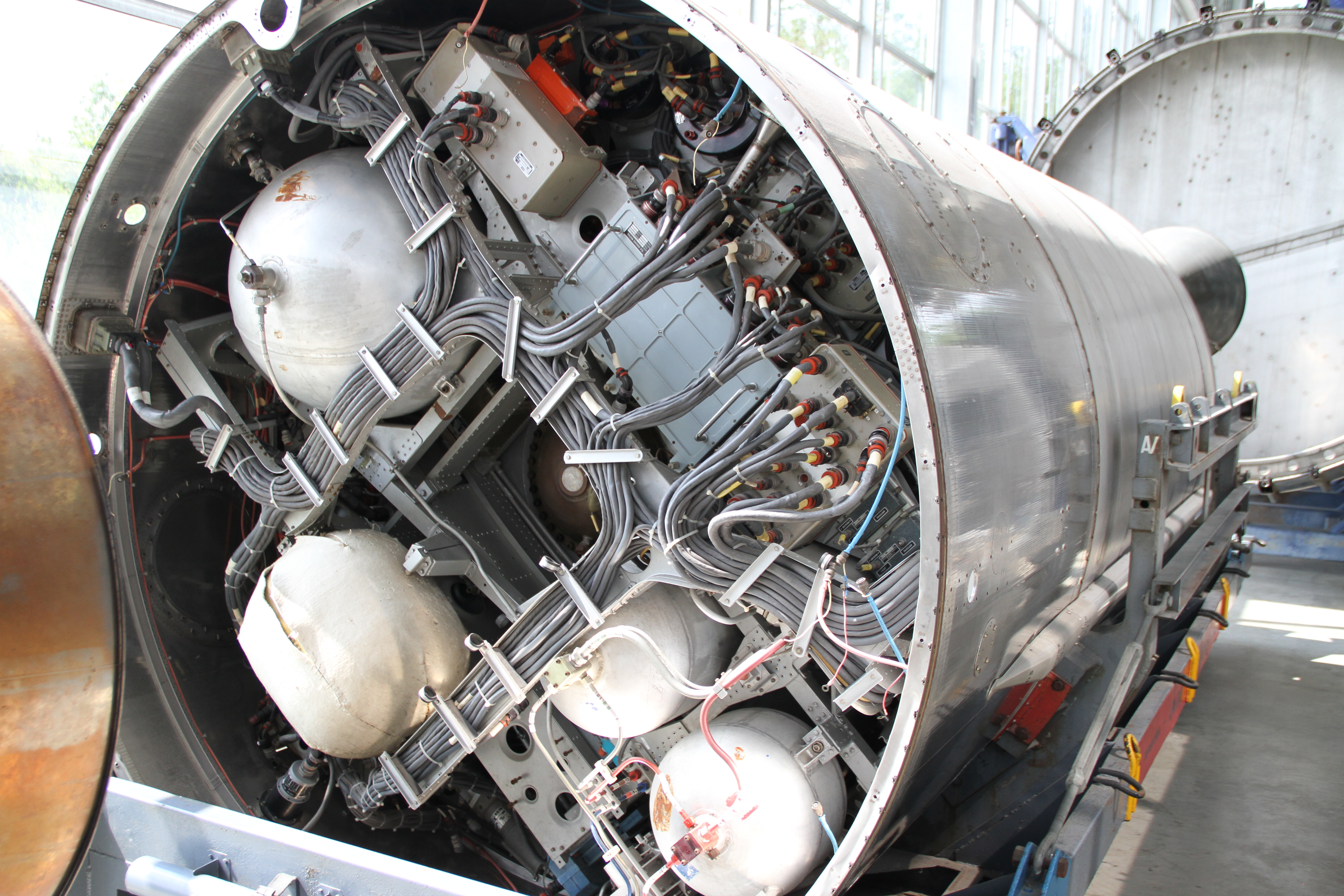
第二级“科拉里”段

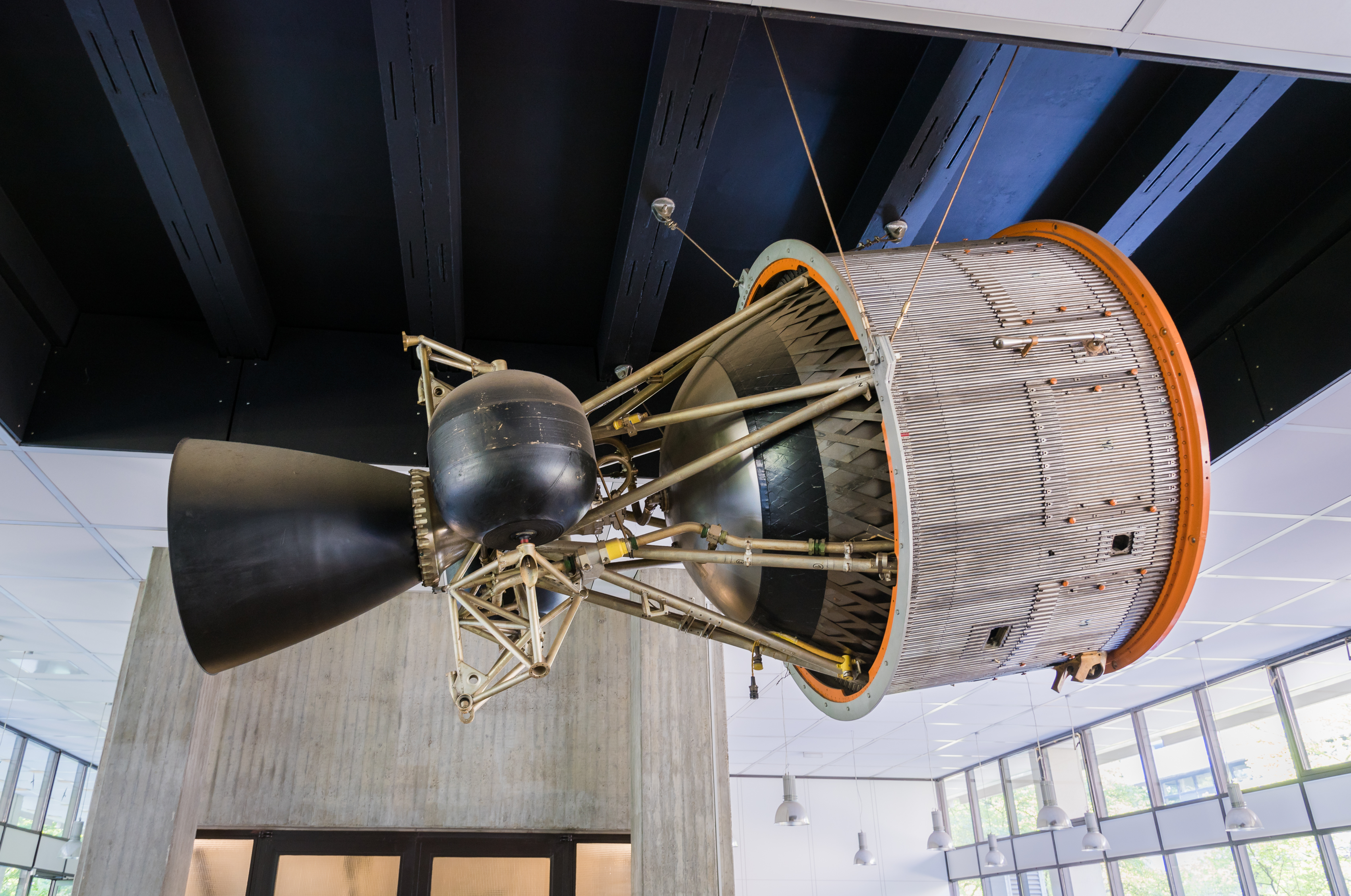
第三级“阿斯特里斯”段

欧洲发射装置发展组织（ELDO）是一个早期欧洲空间研究机构，最初是为了开发欧洲卫星运载火箭而创建。所研制的三级火箭以希腊神话中的女神命名为欧罗巴。概括而言，在欧洲发射装置发展组织的资助下进行了10次发射。该组织由比利时、英国、法国、西德、意大利和荷兰组成，澳大利亚为该组织的准成员。
最初，火箭发射地点位于澳大利亚的伍默拉（Woomera），但后迁至法属圭亚那的法国库鲁基地。该计划的设立是为取代1960年取消的蓝光导弹计划。1974年，在卫星发射失败后，该机构与欧洲空间研究组织合并，成立了欧洲空间局。

## 起源
在英国蓝光导弹发射失败后，英国希望使用所剩余的太空发射部件来减少损失。1961年，英国和法国宣布将合作研制一种能将一吨（重的卫星送入太空的运载火箭，这一合作后来被起草为欧洲发射装置发展组织公约，意大利、比利时、西德、荷兰和澳大利亚等国将加入了该公约。虽然澳大利亚并非英国的一部分，但作为英联邦成员国和战时盟友，在南澳伍默拉提供了一处人口稀少的导弹测试和开发基地。该组织的初衷是仅为欧洲太空开发计划服务，不包括联合国或任何外部国家。

## 历史
火箭开发计划最早于1962年提出，所研制的火箭被称为“埃尔多-A”（ELDO-A），后更名为“欧罗巴1号”，它长31.7米（104英尺），重110多吨，计划将1000至1200千克（2200-2600磅）的有效载荷送入离地球500公里（310英里）的圆形轨道。这种三级火箭包括蓝光段、法国科拉利段和德国段。第一级蓝光段点火后燃烧160秒；第二级法国科拉利段燃烧103秒；第三级也是最后一级，德国段额外燃烧361秒，将火箭发射到地球较低轨道。第一级是蓝光导弹基础上开发的，制造于英国赫特福德郡的斯蒂夫尼奇。
1964年6月，第一级火箭F1在南澳伍默拉进行了首次发射。1966年中期，欧洲发射装置发展组织决定将“欧罗巴-1号”从三级升级到能够将卫星送入地球静止轨道的四级火箭。但在1969年作出这决定后，“欧罗巴1号”出现的多次发射失败以及英国和意大利的退出，促使人们重新考虑这一想法。1970年，欧洲发射装置发展组织被迫取消了欧罗巴1号计划。
到1970年底，“欧罗巴2号”计划业已制定，“欧罗巴2号”是一种类似设计的火箭，在其中增加了一节额外推进段。研发“欧罗巴2号”的资金90%由法国和德国提供。1971年11月5日，“欧罗巴2号”首次发射，但没有成功。火箭故障引发了设计“欧罗巴3号”火箭的考虑，但“欧罗巴3号”从未诞生，资金的短缺促使欧洲发射装置发展组织和欧洲空间研究组织合并成立了欧洲空间局。

### 澳大利亚下程跟踪器
20世纪60年代，在澳大利亚北领地戈夫半岛的古库拉建立了戈夫下程制导和遥测站，用于跟踪从南澳大利亚的拉夫-伍默拉靶场复合体所发射火箭的下程轨迹，主要由比利时科学家用最先进的技术操作。2020年9月，当地历史协会将卫星跟踪器搬回戈夫半岛，此前，该跟踪器在伍默拉存放了数年。

## 发射
总体而言，欧洲发射装置发展组织共计划了11次发射，但实际只有10次发射，其中在9次发射中，4次成功、4次失败、1次被终止。1964年6月5日，该组织进行了首次仅测试第一级火箭的F-1发射并取得成功；1964年10月20日和1965年3月22日又分别进行了F-2和F-3发射，再次测试第一级火箭且均获成功；第四次的F-4发射是在1966年5月24日，这次的目的主要是对带有第二和第三级模拟段的第一级火箭进行测试，这次发射在飞行136秒后终止；1966年11月13日进行了第五次的F-5发射，这次发射旨在完成与F-4相同的任务，并取得了成功；1967年8月4日，第六次的F-6/1发射启动，这次发射有实际运行的一、二级火箭以及虚拟的第三级和卫星，但第二级火箭没能点火，测试未成功；1967年12月5日进行的第七次F-6/2发射主要实现与F-6/1相同的目标，但一、二级火箭没能分离；第八次F-7的发射于1968年11月30日进行，在这次发射中，所有三级火箭都将点火飞行，并安装有一颗卫星。但第二级点火后，第三级火箭爆炸；第九次F-8的发射进行于1969年7月3日，目的与F-7相同，但以同样方式结束；第十次F-9的发射发生于1970年6月12日，在安装卫星的情况下，所有火箭段都将点火飞行。在此次发射中，各阶段都取得了成功，但卫星未能进入轨道。此次发射后，欧洲发射装置发展组织开始失去资金来源和会员，并最终分阶段加入欧洲空间研究组织以组建欧空局。
F-10被取消后，伍默拉发射场被认定不适合发射地球同步轨道卫星。1966年，决定将火箭发射场搬迁至南美洲的法国库鲁站。法国计划发射“欧罗巴2号”的F-11，由于整流罩产生静电放电导致第三级定序器和惯性导航计算机死机并出现故障，发射场安全员及时发出信号销毁了它；F-12的发射被推迟，同时进行了项目审查，这最终导致了放弃欧罗巴设计的决定。